# Livoneca orinoco
Livoneca orinoco är en kräftdjursart som beskrevs av Bowman och Diaz-Ungria 1957. Livoneca orinoco ingår i släktet Livoneca och familjen Cymothoidae. Inga underarter finns listade i Catalogue of Life.